# Jütte
Jütte ist ein weiblicher Vorname und ein Familienname.

## Herkunft und Bedeutung
Der weibliche Vorname Jütte ist eine Variante des Namens Jutta. Er wurde in Ostfriesland vom 15. bis zum 18. Jahrhundert vergeben.

## Familienname
- Bastian Jütte (* 1973), deutscher Jazzschlagzeuger
- Friedrich Jütte (1872–1945), deutscher Manager und Politiker (DVP)
- Heiko Jütte (* 1941), deutscher Verbandsfunktionär
- Robert Jütte (* 1954), deutscher Medizinhistoriker
- Stefan Jütte (* 1946), deutscher Manager und 2009 bis 2012 Vorstandsvorsitzender der Deutschen Postbank AG